# 천성순
천성순(千性淳, 1935년 ~ 2003년)은 대한민국의 공학자이다. 제7대 한국과학기술원장과 국가과학기술자문회의 위원장을 역임하였다.

## 생애
천성순은 미국 유타 대학교 재학 시절인 1968년 ~ 1974년 중석화학증착기술을 연구해 이를 대한민국 절삭공구에 적용, 수명 향상을 이루는 등 경제발전에 직접 기여했다.
정부의 해외 과학기술자 유치정책에 따라 1972년 미국에서 귀국하여, 한국과학기술원(KAIST) 창립 때부터 교수로 재직하면서 첨단학과인 재료공학과를 신설해 이 분야의 인재양성 및 학술 발전에 지대한 공을 세웠다.
특히 KAIST를 포함한 정부 출연연구소들이 세제혜택 감소, 정년 단축 등 어려움을 겪을 시기인 1982년~1984년 KAIST 부원장으로 선임돼 연구소 육성 방안을 적극 제시하기도 했다. 
1990~1991년 KAIST 부원장직을 다시 맡았고 1991~1994년 한국과학기술원 원장으로 재직하면서 KAIST를 세계적인 연구중심의 교육기관으로 발전시키는 데 공헌했다.
지난 1996년-2000년 국립 대전산업대학교 총장을 지냈다.
2002년 6월부터 대통령 자문기구인 국가과학기술자문회의 위원장을 맡아오면서 과학영재 육성 방안을 비롯한 국가 과학기술 정책 기본 방향 및 전략을 제시해 관련 정책 입안에 큰 공로를 세운 것으로 평가된다.
2003년 2월 26일 오전 5시 서울 동대문구 회기동 자택에서 지병인 고혈압으로 별세했다.

## 가족
- 부인 : 김영자(金英子, 1940년 ~ )
  - 아들 : 천승권
  - 딸 : 천미선